# 파리 조약 (1763년)
파리 조약(Treaty of Paris, 프랑스어: Traité de Paris)은 유럽의 7년 전쟁과 북아메리카 대륙의 프렌치 인디언 전쟁의 결과로 맺어진 강화 조약이다. 1763년에 영국, 프랑스, 스페인 간에 체결되었다.

## 내용
프랑스는 퀘벡 등 캐나다의 영토와 미시시피강 이동의 루이지애나를 영국에 할양하고 미시시피 강 서쪽의 루이지애나를 스페인에 할양했다. 이것은 프랑스가 북아메리카 대륙에서 완전히 철수하는 것을 의미했다. 또한 세네갈을 영국에 할양하고, 일부 상업 도시를 제외한 인도의 식민지를 포기했다. 이는 인도에서 사실상 철수를 뜻하는 것이었으며, 그 외에도 영국은 스페인에게서 마닐라와 아바나를 반환하는 대신 플로리다를 획득했다.

## 영향
이 조약에 따라 영국과 프랑스 인디언 전쟁은 일단 끝을 맺었으며, 영국이 인도와 북미 식민지 패권을 확립하게 된다. 이렇게 영국이 거대한 시장을 확보할 수 있었던 것은 산업 혁명의 진전에 크게 기여하게 되었다. 그러나 한편으로 장기적인 식민지 항쟁은 영국, 프랑스 양국에 심각한 경제 난을 초래했다. 따라서 영국은 북미 식민지에 대해 경제 통제를 강화했고, 북미 이민자들의 반발을 불러 미국 독립 전쟁을 초래하게 된다.
퀘벡은 프랑스인의 자손이 그대로 현재까지 계속 살고 있어서, 캐나다에서 민족 문제를 초래하게 되었다.

## 같이 보기
- 1763년 선언